# Wanda Reisel
Wanda Reisel (Willemstad (Curaçao), 24 november 1955) is een Nederlandse schrijfster.

## Leven
Reisel groeide op in Amsterdam in een anarcho-liberaal artsengezin met zes kinderen (haar vader internist, moeder verpleegster). Na het gymnasium (1968-1974) studeerde Reisel korte tijd geschiedenis, na anderhalf jaar schreef ze zich in voor de regieopleiding van de Theaterschool in Amsterdam. Ze wist van vroeg af aan dat ze schrijver wilde worden. Deze opleiding voltooide ze in 1981. Sindsdien heeft ze een tiental toneelstukken geschreven, gebundeld onder de titel Tien stuks. Ze was erg succesvol.
Reisel debuteerde in 1986 als prozaschrijver met Jacobi's tocht (twee novellen). Haar eerste roman Het blauwe uur verscheen in 1988. Ze werd in 1997 bij een breder publiek bekend dankzij de nominatie van Baby Storm (1996) voor de Libris Literatuurprijs. Ook haar volgende roman, Een man een man (2000), stond op de shortlist van de Libris Literatuurprijs, in 2001. De roman Witte liefde werd genomineerd voor de AKO Literatuurprijs. In januari 2008 werd haar de Anna Bijns Prijs voor Witte liefde toegekend.
Haar theaterstukken zijn opgevoerd door Toneelgroep Baal en Discordia, en onder anderen geregisseerd door Gerardjan Rijnders.
Naast proza en toneel schrijft Reisel ook film- en televisiescenario's en hoorspelen.
Reisel is al jarenlang goed bevriend met Herman Koch.

## Werken

### Proza
Bij Querido
- 1986 Jacobi's tocht
- 1988 Het blauwe uur ISBN 90 214 9722 0
- 1993 Het beloofde leven
ISBN 90 214 7943 5
- 1996 Baby Storm ISBN 90 214 7951 6
 (nominatie Libris Literatuurprijs 1997)
- 2000 Een man een man ISBN 90 214 7957 5 (nominatie Libris Literatuurprijs 2001)
- 2004 Witte liefde ISBN 90 214 7998 2 (nominatie AKO Literatuurprijs
en winnaar Anna Bijns Prijs 2007)
- 2008 Die zomer ISBN 978 90 214 3437 7

Bij Atlas Contact
- 2010 Plattegrond van een jeugd
ISBN 978 90 254 3442 7
- 2011 Nacht over Westwoud
ISBN 978 90 254 3751 0
- 2015 Liefde tussen 5 en 7
ISBN 978 90 254 7966 4

### Toneelstukken
- 1984 Ansichten (Regie: Edwin de Vries)
- 1987 Echec (Regie: Wanda Reisel)
- 1988 Op de hellingen van de Vesuvius (Regie: Jan Joris Lamers)
- 1990 De vliegenier (Regie: Lidwien Roothaan)
- 1992 Heimwee: vier toneelstukken (uitg. Prometheus. Bevat: Ansichten, Echec, Op de hellingen van de Vesuvius en De vliegenier)
- 1999 Sangria! (Regie: Günther Lesage)
- 2002 De zindering ISBN 9064036209 (Eindregie: Wanda Reisel)
- 2006 Pousse-cafe, Liggend naakt
- 2006 Tien stuks (uitgave alle toneel, Querido) ISBN 9021477882
- 2010 Poeskafee (Regie: Gerardjan Rijnders)
- 2015 De jachtclub (hoorspel, regie: Vibeke von Saher)